# Contrat de capitalisation
 (juin 2025).
Un contrat de capitalisation est une enveloppe fiscale propre à la France très proche d'un contrat d'assurance-vie, avec quelques particularités fiscales. Il en résulte que la plupart des contrats de capitalisation offerts sur le marché sont de simples déclinaisons de contrats d'assurance-vie déjà existants.

## Fiscalité
La fiscalité des contrats de capitalisation est identique à celle de l'assurance-vie (durée de détention, taux d'imposition, etc.), avec toutefois les différences suivantes :
- Le contrat de capitalisation n'est pas une assurance et n'offre donc pas d'avantage successoral en cas de décès du souscripteur. À la mort de celui-ci, le contrat est intégré à la succession comme le reste de ses biens.
- Pour la déclaration à l'Impôt de solidarité sur la fortune (ISF), les intérêts ne sont pas intégrés dans l'assiette de calcul. Ainsi, la valeur déclarée du contrat est celle des capitaux apportés, que le contrat soit en plus ou moins value.

Ces caractéristiques expliquent que la diffusion de ce type de contrat soit restreinte et vise essentiellement les personnes disposant d'un important patrimoine et de fait redevables de l'ISF. Mais depuis la baisse des droits de succession en 2007 (exonérations de droits entre conjoints, hausse des abattements), ces contrats sont devenus plus compétitifs face à l'assurance-vie et retrouvent un second souffle.

## Autres particularités
Contrairement à un contrat d'assurance vie, les contrats de capitalisations peuvent être transmis par donation ou succession. Dans ce cas le contrat conserve son antériorité fiscale et l'assureur se contente par un avenant d'en changer le propriétaire.
La règle fiscale en cas de rachat étant identique à celle de l'assurance vie, le contrat de capitalisation présente un point faible. En effet, alors que le décès dénoue le contrat d'assurance vie, et "purge" sa plus-value (seuls les CSG, CRDS, RSA et Prélèvements Sociaux étant alors soustraits au capital versé au(x) bénéficiaire(s)), le contrat de capitalisation, lui, se transmet "en l'état", avec la plus-value taxable. Certes le délai fiscal aura couru depuis l'ouverture du contrat, mais la quote part d'intérêt dans le rachat total est autrement important et susceptible de dépasser les 4 600 € pour une personne seule, ou 9 200 € pour un couple marié. Qui plus est, comme la durée du contrat est prédéfinie, la plus-value sera prise un jour ou l'autre, de façon certaine.
Le démembrement d'un contrat est également possible.
Par ailleurs, le contrat de capitalisation est accessible aux personnes morales (association, entreprise, etc.). Les personnes morales peuvent opter pour une taxation à l'impôt sur les sociétés (IS) qui se déroule en deux étapes. Premièrement, les intérêts sont taxés annuellement au fil de l'eau selon le TME (taux moyen d’emprunt d’État) en vigueur au moment de la souscription à 105 %. Deuxièmement, en cas de retrait (rachat) sur un contrat de capitalisation, les gains seront taxés à l'impôt sur les sociétés. Si la taxation au fil de l'eau est supérieure à la taxation en cas de retrait, alors un impôt complémentaire devra être versé à l'administration fiscale. À l'inverse, si la taxation au fil de l'eau est inférieure à la taxation en cas de rachat, alors un avoir sera reçu.

## Voir également
- Assurance-vie